# 唐沢玄蕃
唐沢 玄蕃（からさわ げんば、生没年不詳）は、上野国吾妻郡中之条沢渡出身の忍者。武田氏家臣、のち真田氏家臣。幼名は於猿、諱は久基。妻は割田重勝の娘。
父・杢之助は山内上杉氏家臣の岩櫃城主斎藤憲広に仕えていたが、永禄6年（1563年）、武田家に寝返り、於猿は下曽根浄喜のもとに預けられた。永禄8年（1565年）、上野国嶽山城の攻防で杢之助は討死し、翌年武田信玄は於猿に宛てて感状を出している。
唐沢家の跡を継いだ玄蕃は、その技量から「飛び六法」、「忍び名人」と称された。跳躍術・火薬術に長けており、天正2年（1574年）、上野国尻高城に侵入しこれを焼討ちにした。
天正3年（1575年）5月21日の長篠の戦いにも参戦し、天正10年（1582年）3月に織田信長の武田征伐で武田家が滅亡した後は、真田昌幸に仕えて天正18年（1590年）の小田原征伐にも従軍した。関ヶ原の戦い以降は信之に従った。

## 逸話
あるとき上野国中山城に侵入した際、城主中山安芸守が関東管領上杉憲政の元に出仕した時に拝領したという金の馬鎧を盗む。その後、武田軍が西上州へ出陣したとき（1572年の白井城攻めの頃？）、これが信玄の目に留まって名声を上げるが目立ってしまい、かえって敵に狙われたという（似た話が同じ真田忍者の割田重勝にもある）。

## 関連事項
唐沢玄蕃を主題とした作品
舞台
ワイルドバンチ演劇団「黄金の猿 -コガネノマシラ-」（2017年，2023年、演：古田龍）